# Wasteland Tales
Wasteland Tales er en kortfilmsantologi, bestående af sciencefiction-kortfilm instrueret af Jens Raunkjær Christensen, Shaky González, Jack Hansen, Jonas Drotner Mouritsen, Philip Th. Pedersen og David Sakurai.

## Medvirkende
- Thomas Eje
- David Sakurai
- Marinela Dekic
- Majamae som Appolonia
- Maja Muhlack
- Erik Holmey
- Kim Sønderholm
- Mia Louise Dinitzen
- Ole Kristian Thomassen
- Dennis Haladyn
- Jack Hansen
- Winnie Kristine
- Danny Thykær
- Russell Collins
- Daniel Cesar Bredegaard
- Magnus Bruun
- Kristina Khmelnitskaja
- Morten Poehlsgaard
- Benjamin Sitrit
- Roxanne Tirkov